# 深川検車区行徳分室
深川検車区行徳分室（ふかがわけんしゃくぎょうとくぶんしつ）は、千葉県市川市にある東京地下鉄（東京メトロ）の車両基地である。東京メトロの車両基地で唯一、千葉県に立地している。

## 概要
東西線妙典駅東方、江戸川の右岸に位置する。1969年（昭和44年）に帝都高速度交通営団（当時の営団地下鉄）の下妙典留置線として完成、1981年（昭和56年）に行徳検車区として業務を開始した。2009年（平成21年）4月には深川検車区と組織統合され、深川検車区行徳分室となった。
当車庫建設にあたっては、隣接して江戸川放水路が流れていることから、水害（洪水・高潮）対策として、約 3 m の盛り土をした。盛り土量は約 22 万 m3にもおよび、千葉県から搬入した。
主な業務は、東西線車両の列車検査（1日2編成施工）と営業線対応、車輪転削である。車輪転削は10両編成のうち1日2両が実施され、18か月（1年半）周期で計画が実施される（東西線車両のほか、東葉高速鉄道車両も受託）。列車検査は検査庫のある11番線が優先的に使用されるが、屋根上点検台のある8・9番線も対応している。
入出庫線は当初2本で、本線のB線の下をくぐって妙典駅（旧・下妙典信号所）の中線に至る構造だったが、後に本線B線をアンダークロスせずに妙典駅に至る線が1本増設された。廃車車両の解体は当車両基地内で行われていた。

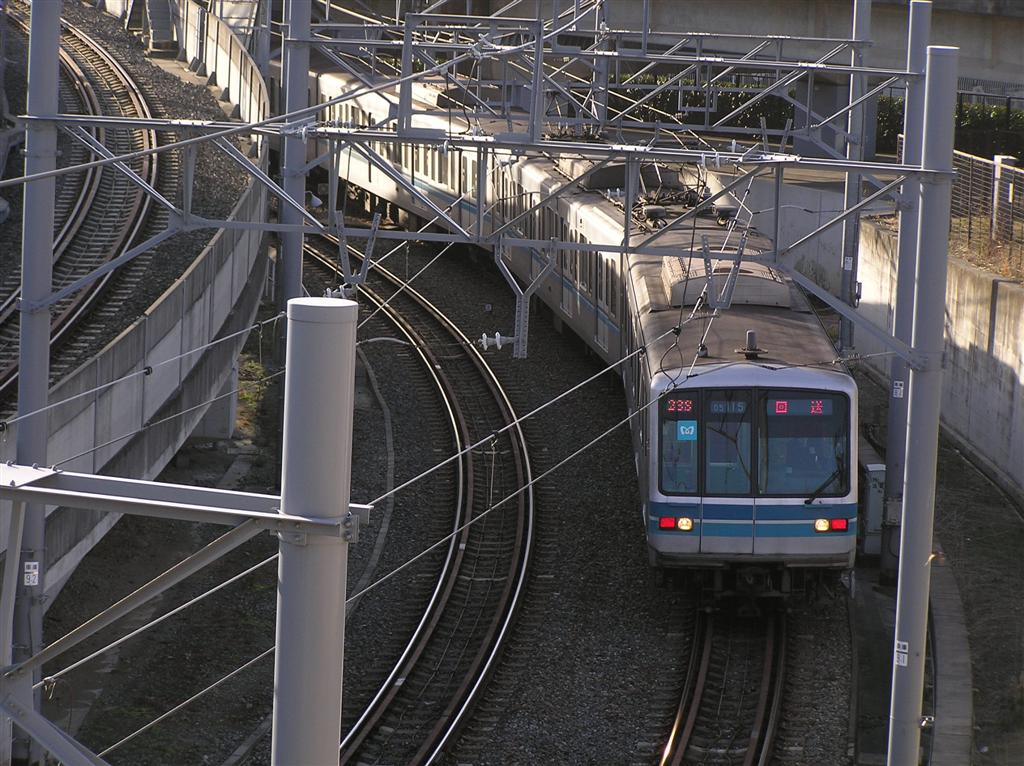
入庫する列車。左端に見える高架の軌道は後に増設されたもの。

## 構内
東側（江戸川寄り）から
- 1番線 - 留置線
- 2番線 - 留置線。車輪転削庫を挟み、2B番線まで伸びている[1]
- 3番線 - 留置線（有効長が7両分と短く、通常の車両留置には使用しない[1]）
- 4番線 - 機材線（保守用車留置）
- 5番線 - 留置線
- 6番線 - 留置線
- 7番線 - 留置線
- 8番線 - 留置線 - 機材線（保守用車留置）として8B番線まで伸びている[1]
- 9番線 - 留置線（8・9番線間には屋根上点検台[1]）。10番線は欠番
- 11番線 - 列車検査庫、奥には修繕設備としてリフティングジャッキを設置[1]
- 12番線 - 留置線
- 13番線 - 留置線
- 14番線 - 留置線
- 15番線 - 留置線（旧洗浄線）
- 16番線 - 留置線（旧洗浄線）。さらに西側には機材線（保守用車留置）がある

## 沿革
- 1969年（昭和44年）3月 - 下妙典留置線完成[5]。
- 1981年（昭和56年）8月1日 - 行徳検車区発足[5]。
- 1997年（平成9年）3月 - 車輪転削業務を深川検車区に移管[5]。
- 2002年（平成14年）6月 - 車両清掃を深川検車区に移管[5]。
- 2009年（平成21年）4月1日 - 深川検車区に組織統合され、深川検車区行徳分室となる[3]。
- 2013年（平成25年）11月 - 車輪転削業務を深川検車区（本区）から再度行徳分室に移管[6]。